# Observatoire de Tuorla
L'observatoire de Tuorla (finnois : Tuorlan observatorio) est un observatoire astronomique géré par le département d'astronomie de l'université de Turku, située au sud-ouest de la Finlande.
Il constitue le plus grand institut de recherche astronomique finlandais et, avec le Space Research Laboratory du département de physique de la même université, il constitue le Väisälä Institute of Space Physics and Astronomy (VISPA).

## Histoire
L'observatoire de Tuorla est fondé en 1952 par le professeur Yrjö Väisälä. Il remplace l'observatoire Iso-Heikkilä, situé près du centre de Turku et souffrant de la forte pollution lumineuse.
Le site du nouvel observatoire astronomique est Tuorla, l'un des petits villages de l'ancienne municipalité de Piikkiö, située à environ 12 kilomètres de Turku en direction de Helsinki.
La première partie de l'observatoire est constituée d'un édifice principal possédant un tunnel de 51 mètres de long destiné aux recherches en optique.
En raison de la croissance du département, de nouvelles parties ont été construites en 1989 et 2002.
De 1974 à 1991, l'observatoire est géré par le département de physique, puis redevient par la suite un institut de recherche indépendant.
En 2009, l'observatoire est à nouveau uni au département de physique et constitue l'un des sept laboratoires du département de physique et d'astronomie de l'université de Turku.

## Installations et recherches
L'observatoire de Tuorla possède plusieurs télescopes situés autour des principaux édifices.
On y trouve le plus grand télescope optique de Finlande : un télescope de Dall-Kirkham ayant un miroir primaire de 1 mètre.
Les chercheurs de l'observatoire utilisent à l'occasion des télescopes internationaux tels le Nordic Optical Telescope. Depuis octobre 2008, on retrouve également sur le site de l'observatoire le planétarium de Tuorla (fi).
La société Opteon (fi) est le laboratoire d'optique du site.
Elle produit de l'optique astronomique de haute qualité, ayant notamment manufacturé une bonne partie du miroir primaire du télescope spatial Herschel,.
Le principal domaine de recherche de l'observatoire concerne les galaxies actives, qui occupent à peu près la moitié des chercheurs. Parmi les autres sujets de recherches, on compte la matière noire, la cosmologie, la mécanique spatiale, les étoiles binaires, l'environnement et la physique solaire, et l'exobiologie.